# Яздач
Яздач (болг. Яздач) — село в Болгарии. Находится в Старозагорской области, входит в общину Чирпан. Население составляет 216 человек.

## Политическая ситуация
Яздач подчиняется непосредственно общине и не имеет своего кмета.
Кмет (мэр) общины Чирпан — Васил Георгиев Донев (коалиция: Политическое движение социал-демократов (ПДСД) и Объединённый блок труда (ОБТ)) по результатам выборов в правление общины.